# Acte clair doktrína

## Bevezetés
A probléma az Európai Unió Bírósága előtt folyó előzetes döntéshozatali eljárással kapcsolatban merült fel, ugyanis ebben az eljárásban az Európai Unió Működéséről Szóló szerződés 267. cikk harmadik bekezdése alapján előterjesztési kötelezettsége van minden nemzeti bíróságnak, mely határozatai ellen nincs helye jogorvoslatnak. A kötelezettség célja eredendően, hogy a nemzeti ítélkezési gyakorlatot leginkább befolyásoló tagállami felső bíróságokat rákényszerítse az előzetes döntéshozatali eljárás igénybevételére, annak érdekében, hogy az uniós jogot egységesen alkalmazzák valamennyi tagállamban.
Az idézett bekezdés szerint „Ha egy tagállam olyan bírósága előtt folyamatban lévő ügyben merül fel ilyen kérdés, amelynek határozatai ellen a nemzeti jog értelmében nincs jogorvoslati lehetőség, e bíróság köteles az Európai Unió Bíróságához fordulni.”
A tan a kötelezettség határait igyekezett behatárolni, világossá tenni.

## A doktrína eredete
A doktrína eredete a római jogba nyúlik vissza, hiszen a clara non sunt interpretanda elv szerint az egyértelmű rendelkezés nem szorul értelmezésre.
A mai értelemben vett acte clair doktrína viszont a francia jogrendszerben alakult ki, azonban itt fontos megjegyezni, hogy nem az előzetes döntéshozatali eljárással kapcsolatban, hanem attól jóval régebben. A tan eredendően a nemzetközi joggal kapcsolatos esetleges kollíziók kapcsán jut szerephez. A francia jogban a bírói és végrehajtói ágak közötti hatalommegosztás elvével kapcsolatban jött létre az elmélet, mely a nemzetközi szerződések értelmezése és alkalmazása kapcsán alakult ki, ugyanis ezen szerződések értelmezése nemzetközi szinten a végrehajtó hatalom hatáskörébe tartozik, a bíróságok azokat csak alkalmazhatják. Amennyiben értelmezésre szorulnak – hasonlóan az előzetes döntéshozatali eljáráshoz- fel kell terjesztenie a bíróságnak egy rajta kívül álló fórumhoz, adott esetben a külügyminisztériumot kellett felkérni a kérdéses nemzetközi jogszabályhely autentikus értelmezésére. A francia bíróságok ennek az eljárásnak az elkerülésére vették elő újra a régi jogelvet, mivel álláspontjuk szerint amennyiben a kérdés „clair”, tehát egyértelmű, akkor azzal kapcsolatban nem kell a fenti eljárást igénybe venni, mert az így célját veszíti, hanem előterjesztés nélkül is alkalmazhatják a jogot.

## Az acte clair tan
A tan bekerülése, az uniós jogba, mint korábban oly sokszor, ezúttal is az Európai Bíróság esetjogán keresztül került be.
Először a Da Costa ügyben vetődött fel a doktrína alkalmazása, a főtanácsnoki indítványban, melyben a francia Maurice Lagrange állásfoglalása szerint szükség van a hazájában kimunkált acte clair tan átvételére, mivel a kölcsönös bizalom és együttműködés elve alapján helyes lenne nagyobb mozgástérrel felruházni a tagállami bíróságokat. Ebben az ügyben azonban a Bíróság csak kis mértékben lazított a feltétel nélküli, mechanikus előterjesztési kötelezettségen.
A doktrína bekerülése a Bíróság esetjogába a CILFIT ügyben hozott ítélettel került be. Azt azonban le kell szögezni, hogy magát az „acte clair” kifejezést a Bíróság soha nem vette át expressis verbis, azonban ténylegesen a Lagrange főtanácsnok által felvázolt formában, bekerült a közös jogba. A Bíróság e ítéletében három kivételt állapít meg a 267. cikk harmadik bekezdése alól:
a) A kérdés nem bír relevanciával az adott ügy vonatkozásában
b) A bíróság korábban már döntött hasonló ügyben
c) A kérdés annyira nyilvánvaló a közösségi jog helyes alkalmazása, hogy az értelmező bíróságban az semmiféle észszerű kétely kialakítására nem alkalmas
A harmadik kivételt nevezi a szakirodalom acte clair tannak.

## Érvényesülése
A Bíróság az engedményt azonban rögtön keretek közé is szorította, melyeket az uniós jog CILFIT feltételekként tart számon. A Bíróság ezáltal a saját értelmezési módszerének az alkalmazását várja el a tagállami bíróságoktól, mivel ha nem ezt tenné, akkor az veszélyeztetné az uniós jog egységes értelmezését és alkalmazását. Előírja, hogy:
- meg kell vizsgálni, hogy ami a nemzeti bíróság számára nyilvánvaló, az ugyanannyira nyilvánvaló-e a többi nemzeti bíróság számára is.
- a rendelkezés tartalmának feltárása mindig a közös jog sajátosságaival és értelmezésével kapcsolatos különleges nehézségekre tekintettel kell, hogy történjen.
- figyelembe kell venni, hogy az uniós jog több nyelven íródik, tehát a különböző nyelvi változatok egyaránt hitelesek, amiből az következik, hogy az értelmező bíróságnak a helyes következtetés meghozatalához elengedhetetlenül szüksége van a jogszabályhely különböző nyelvi változatainak összehasonlítására.
- tekintettel kell lennie arra, hogy az európai jog sui generis jogként sajátos terminológiát használ, így a fogalmak nem minden esetben egyeznek meg az egyes nemzeti jogrendszereken használatos definíciókkal
- a közösségi jogi rendelkezést saját szövegösszefüggésére tekintettel kell értelmezni, az uniós jog összességére, annak céljaira, illetve az alkalmazás időpontjában fennálló fejlődési állapotára figyelemmel.

Tehát amennyiben fennállnak ezek a feltételek, csak akkor lehet olyan nyilvánvalónak tekintetni a rendelkezést, hogy az semmiféle észszerű kételyt nem támaszt az értelmezés mikéntjével kapcsolatban.

## Kritikák
A szakirodalom egyik része óriási engedménynek tartja az előterjesztési kötelezettség alóli kivétel lehetőségének megteremtését, a másik táborban viszont heves kritikával illették, mivel véleményük szerint a Bíróság ítéletében annyira szigorú követelményeket támaszt, hogy azoknak megfelelni lehetetlen. Osztovits András véleménye szerint egyenesen nem is létezik az Unióban az acte clair tan.